# Бравичены
Бравичены, Брэвичень (рум. Brăviceni) — село в Оргеевском районе Молдавии. Относится к сёлам, не образующим коммуну.

## География
Село расположено на высоте 36 метров над уровнем моря.

## Население
По данным переписи населения 2004 года, в селе Брэвичень проживает 1699 человек (834 мужчины, 865 женщин).
Этнический состав села:
| Национальность | Число жителей | Процентный состав |
| -------------- | ------------- | ----------------- |
| молдаване      | 1674          | 98,53             |
| румыны         | 329           | 19,36             |
| русские        | 10            | 0,59              |
| украинцы       | 6             | 0,35              |
| болгары        | 3             | 0,18              |
| прочие         | 2             | 0,12              |
| Всего          | 1699          | 100 %             |